# Tijmen van der Helm

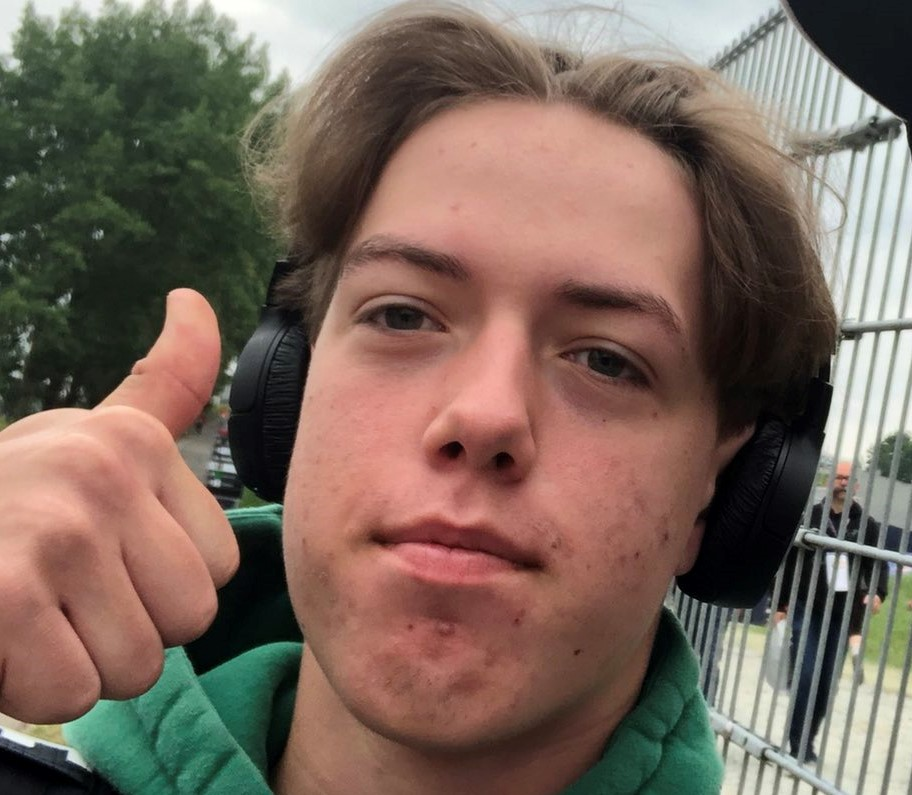
Tijmen van der Helm, 2021

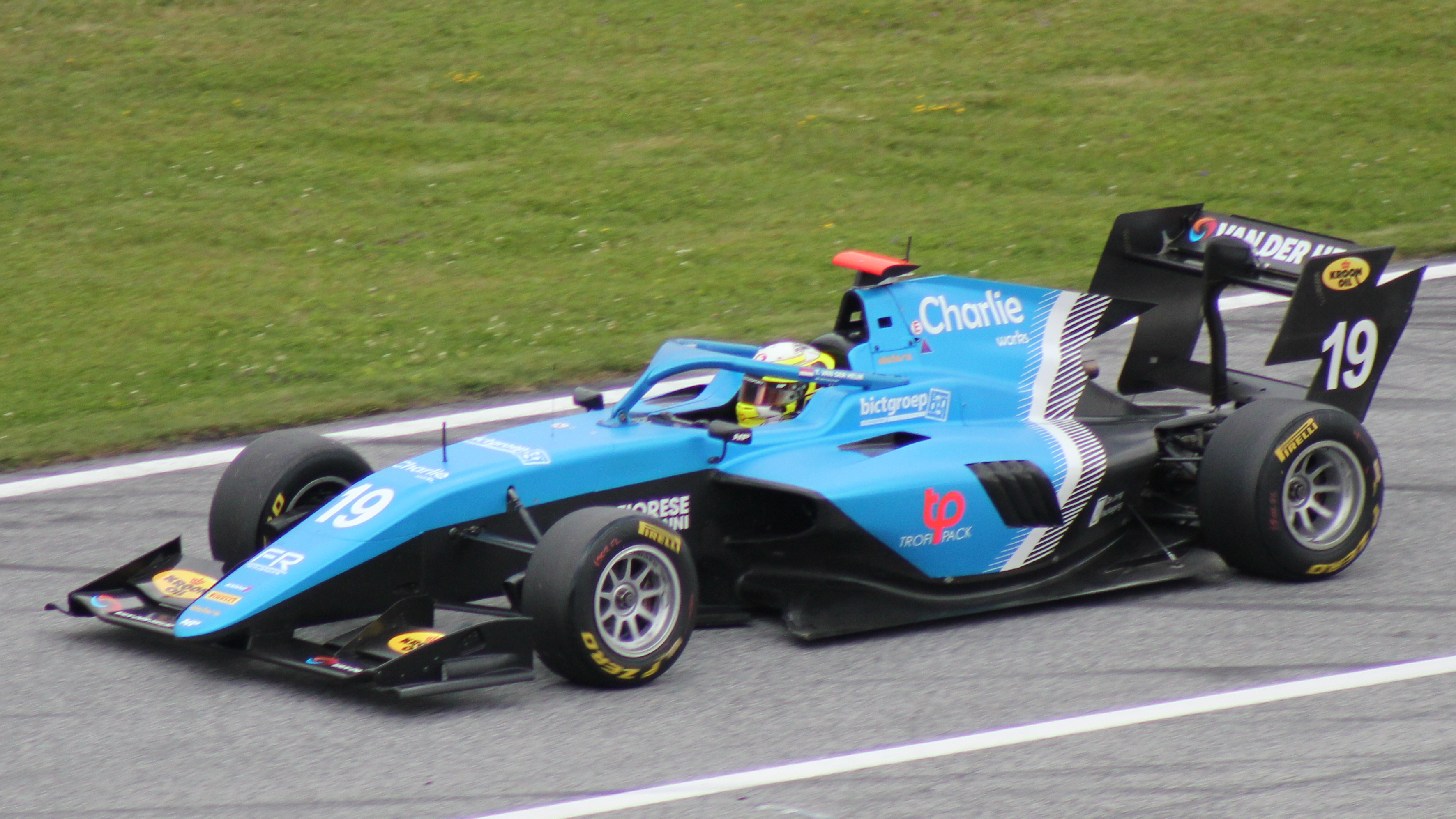
Tijmen van der Helm in 2021

Tijmen van der Helm (Den Hoorn, 26 januari 2004) is een Nederlands autocoureur.

## Autosportcarrière

### Karting
Van der Helm begon zijn autosportcarrière in het karting in 2012. Hij nam aan het begin van zijn carrière voornamelijk deel aan kampioenschappen in de Benelux en werd Nederlands Kampioen in de Cadets en eindige in de top 3 in Rotax Max Minimax en Junior Rookie kampioenschappen, voordat hij in 2017 in internationale klassen ging rijden. In 2017 was hij oud genoeg om deel te nemen aan internationale wedstrijden. 2017 was zijn meest succesvolle jaar in de karts, toen hij Nederlands en Europees kampioen in Rotax Max Junior klasse werd. Tevens won hij dezelfde klasse van het officieuze Wereldkampioenschap, de Rotax Max Challenge Grand Finals. Daarnaast werd hij tweede werd in de CIK-FIA Karting Academy Trophy. In 2018, zijn laatste jaar in de karts, werd hij als 14-jarige tiende in het Wereldkampioenschap OK Senior.

### Formule 4
In 2019 stapte Van der Helm over naar het formuleracing, waarin hij in twee van de vijf raceweekenden van het Verenigde Arabische Emiraten Formule 4-kampioenschap uitkwam voor het team Xcel Motorsport. In zijn eerste weekend op het Yas Marina Circuit behaalde hij al een podiumfinish, terwijl hij in zijn tweede weekend op het Yas Marina Circuit hier een tweede podiumplaats aan toevoegde. In zijn laatste race van dit weekend won hij tevens zijn eerste race in de formulewagens. Met 96 punten werd hij tiende in het klassement. Vervolgens ging hij in het Spaanse Formule 4-kampioenschap rijden voor MP Motorsport. Hij behaalde zes podiumfinishes en werd met 158 punten vierde in de eindstand.
In 2020 begon Van der Helm het seizoen in de Toyota Racing Series bij het team Kiwi Motorsport, maar moest de eerste twee raceweekenden missen omdat hij nog niet de minimumleeftijd van zestien jaar had bereikt. Ondanks een sterk deelnemersveld met onder anderen Tsunode en Lawson won hij zijn eerste race tijdens het laatste raceweekend op de Manfeild Autocourse en werd hij met 84 punten veertiende in het kampioenschap, nog voor vier andere coureurs die wel het gehele seizoen deelnamen. Vervolgens kwam hij uit in de Eurocup Formule Renault 2.0 voor het team FA Racing. Hij kende een redelijk seizoen waarin een vierde plaats tijdens de seizoensopener op het Autodromo Nazionale Monza zijn beste resultaat was. Door een gebroken pols moest hij een aantal wedstrijden verstek laten gaan. Met 45 punten werd hij twaalfde in de eindstand.

### Formule 3
In 2021 maakte Van der Helm zijn debuut in het FIA Formule 3-kampioenschap, waarin hij uitkwam voor het team MP Motorsport. Hij kende een lastig seizoen door het gebrek aan testdagen voor aanvang van het seizoen, waarin twee vijftiende plaatsen op het Circuit de Barcelona-Catalunya en de Hungaroring zijn beste resultaten waren. Hierdoor eindigde hij puntloos op gedeeld 20ste in het klassement.

### Endurance
In 2022 maakte Van der Helm onverwachts de overstap naar de LMP2 klasse in het Endurance racen. Hij nam deel in een Pro-Am auto in het ELMS en een aantal wedstrijden van het WEC en mocht rijden in de 24 Uur van Daytona. In Daytona viel het team in leidende positie na 16 uur uit. In de ELMS was Van Der Helm consequent in de top 10 qua gemiddelde rondetijden te vinden. En omdat de amateur uiteindelijk niet mocht deelnemen aan de 24h van Le Mans, versterkte Nyck de Vries de gelederen. Na gestart de zijn op plek 31 werd er keurig op P4 gefinished.
Zijn resultaten zorgden ervoor dat hij in 2023 mocht debuteren in de IMSA GTP klasse met een Porsche 963 Hypercar. In de ELMS eindige hij in 2023 als 4e met Panis Racing.
In 2024 neemt hij wederom namens JDC Motorsports in de Porsche 963 deel aan het IMSA kampioenschap. In overleg met Porsche rijdt Van der Helm ook een aantal ronden van het GT Open kampioenschap in een Porsche GT3.